# G! Festival
Az évente megrendezett G! Festival Feröer legnagyobb szabadtéri zenei fesztiválja a Summarfestivalur mellett. A szervezők minden évben változatos és minőségi zenei kínálatot állítanak össze. A fesztivál szervezője Jón Tyril, az egykori Clickhaze együttes tagja, akit 2005-ben a fesztivál elismeréseképpen M. A. Jacobsen-díjban részesítették.
A fesztivált gyönyörű természeti környezetben, a hegyek ölelte Syðrugøta tengerpartján rendezik. A G betű Gøta községre utal. Az egyik színpadot a helyi iskola udvarán állítják fel. A település minden lakója ingyenjegyet kap a fesztiválra, és nagy többségük támogatja az eseményt.

## G! Festival 2011
2011-ben július 14-16. között tartják a fesztivált.
Színpadok és fellépők: 
- Sandur (nagyszínpad): Sic, Movits! (SE), Fallulah (DK), Petur Pólson, Travis (UK), Meshuggah (SE), Laksagrilling, Astrid Samuelsen, Lív Næs & The Zoo, The Shallow Man (DK), CODY (DK), Orka, Blind Boys of Alabama (US), Týr, Páll Finnur Páll
- Spælipláss (kisszínpad): Guðrun & Bartal, Andy Irwine (IRL), Annamarie Zimakoff, Spælimennirnir, Lisa í Dali, Mirror Men, Hamferð, Mugison (IS), Rod Sinclair (UK), Katrina Petersen, Marius, Marstin and the Revelators, Nive Nielsen (UK), Gypsy Train, Budam, Høgni Lisberg, Picture Book (FO/UK), Benjamin, Skálmöld, Guðrið Hansdóttir, The Tennessee Mafia Jug Band (US), Hellzapoppin’ (US), Hallur Joensen
- Grund (elektronikus zene): DJ Mrgilus, Humanwoman, Übernörd, Swangah Dangah, Herr Gott, Sugardaddy & Honeypie, Lorne Ashley (UK), Brynjolfur, Sexy Lazer (IS)[4]

## Történelem

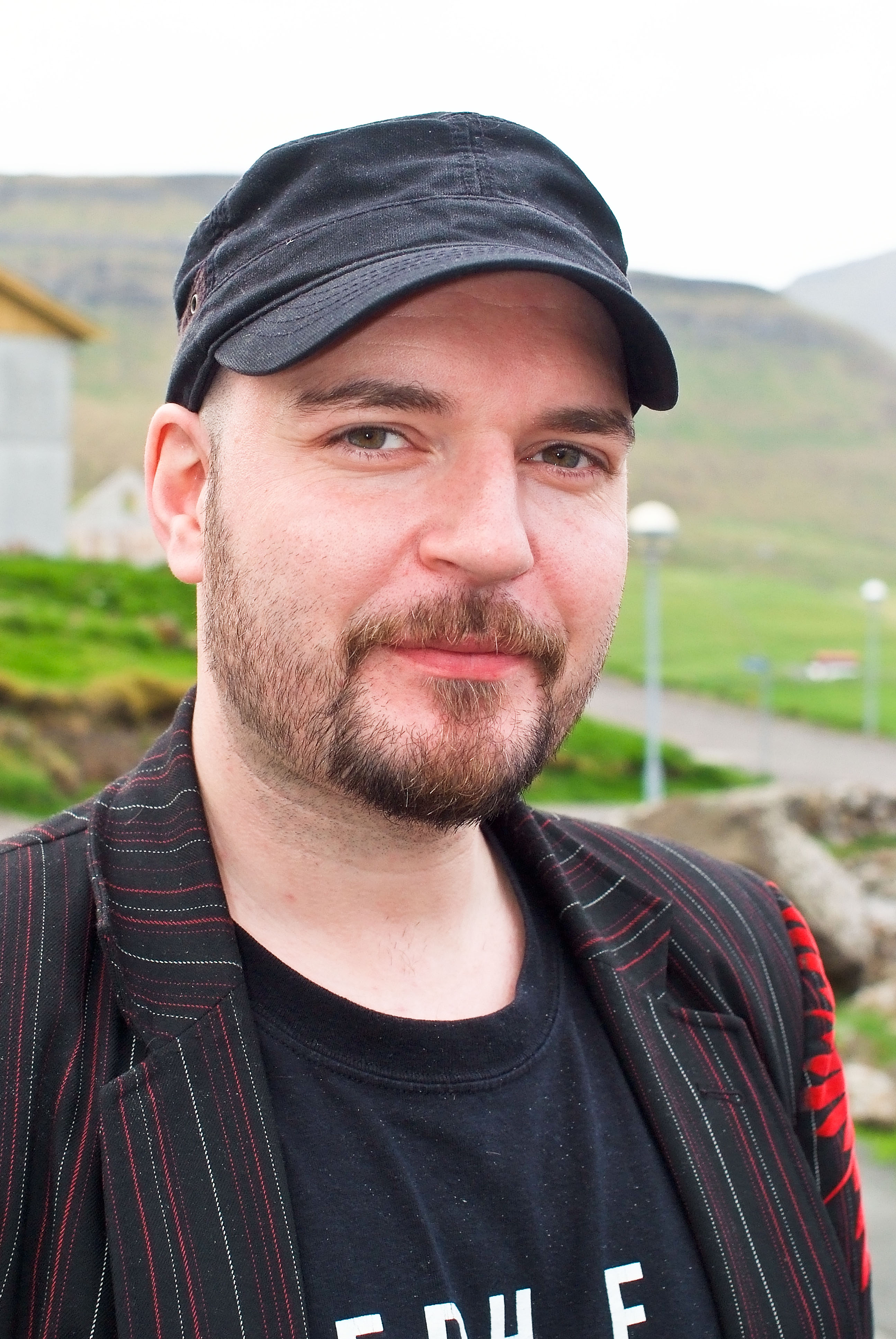
Jón Tyril, a G! Festival alapítója és főszervezője

### G! Festival 2002
Első alkalommal 2002-ben rendezték meg a fesztivált; ez volt Feröer történetének első szabadtéri zenei fesztiválja, és ezer látogatójával az addigi legnagyobb zenei esemény. 2005-ben a látogatók száma elérte a hatezret. Mivel Syðrugøta egy védett öböl mellett fekszik, homokos tengerparttal, sok látogató csónakkal érkezett.

### G! Festival 2003
Fellépők: Bomfunk MC’s (FI), Úlpa (IS), Xploding Plastix (NO), Glorybox (DK), Clickhaze.[forrás?]

### G! Festival 2004

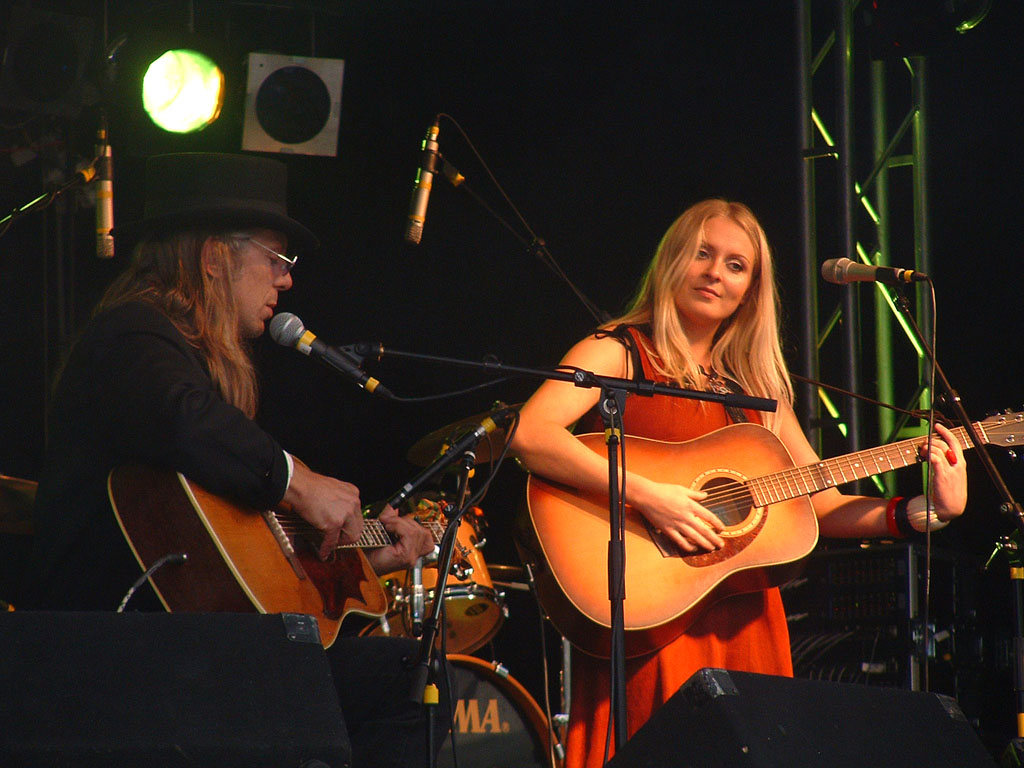
Eivør és Bill Bourne (Kanada) a 2004-es G! Festival-on

Fellépők: Kashmir (DK), Russ Taff (US), Temple of Sound (UK), Darude (FI), Gåte (NO)[forrás?]

### G! Festival 2005
2005-ben mind a 6000 jegyet eladták, és további 2-4000 ember a környező domboldalakról vagy csónakokról hallgatta a fellépő együtteseket. Jón Tyril szervezőt a fesztivál elismeréseképpen M. A. Jacobsen-díjban részesítették.
Fellépők: Nephew (DK), Blue Foundation (DK), Beats and styles (FI), Glenn Kaiser (US), Hjálmar (IS), Afenginn (DK), Europe (SE), Eivør Pálsdóttir, Teitur Lassen.[forrás?]

### G! Festival 2006
A 2006-os fesztivál július 20-22-ig tartott. 2005-höz hasonlóan ebben az évben is elkelt mind a 6000 belépő.
A Kaizers Orchestra fellépése igazi logisztikai bravúrt igényelt: 19-én még Kristiansandban játszottak norvégiai turnéjukon, ahonnan közvetlenül elhozta őket az Atlantic Airways 20-i fellépésükre, 21-én pedig már az északi sarkkör menti Mo i Rana-ban játszottak. Csütörtök esti koncertjükön 4000 ember előtt zenéltek.
Színpadok és fellépők:
- Sandur (nagyszínpad): Animal Alpha (NO), Kaizers Orchestra (NO), Makrel, Eivør Pálsttir, Outlandish (DK), Murari (India), 200, Side Effect, DJ Alimo Finvasion Show (FI), Lama Sea, Teitur Lassen, Beth Hart (US), Infernal (DK), Dance Invasion featuring Dallas Superstars (FI) Beats and Styles (FI)
- Spælipláss (kisszínpad): Budam, Deja Vu, Jackman (NO), Sic, The Story Ends, Høgni Lisberg, Páll Finnur Páll, Sundiver (CH), Stillbirth (IS), Petur Pólson, Lampshade (SE/DK), Gestir, The Holmes Brothers (US), Valravn (FO-DK), Spælimenninir, Poppkorn, Anytime v/ Brandi Enni, Sign (IS), Marius, Hatcham Social (UK), Mugison (IS), Dansur Harmonikuvinir
- Lítli pallur (kisszínpad): Valseværket (DK), Isadora and the Rebels, Angela & Hannebal, Skrå (Åland), Ungu Spælimenninir[5]

### G! Festival 2007

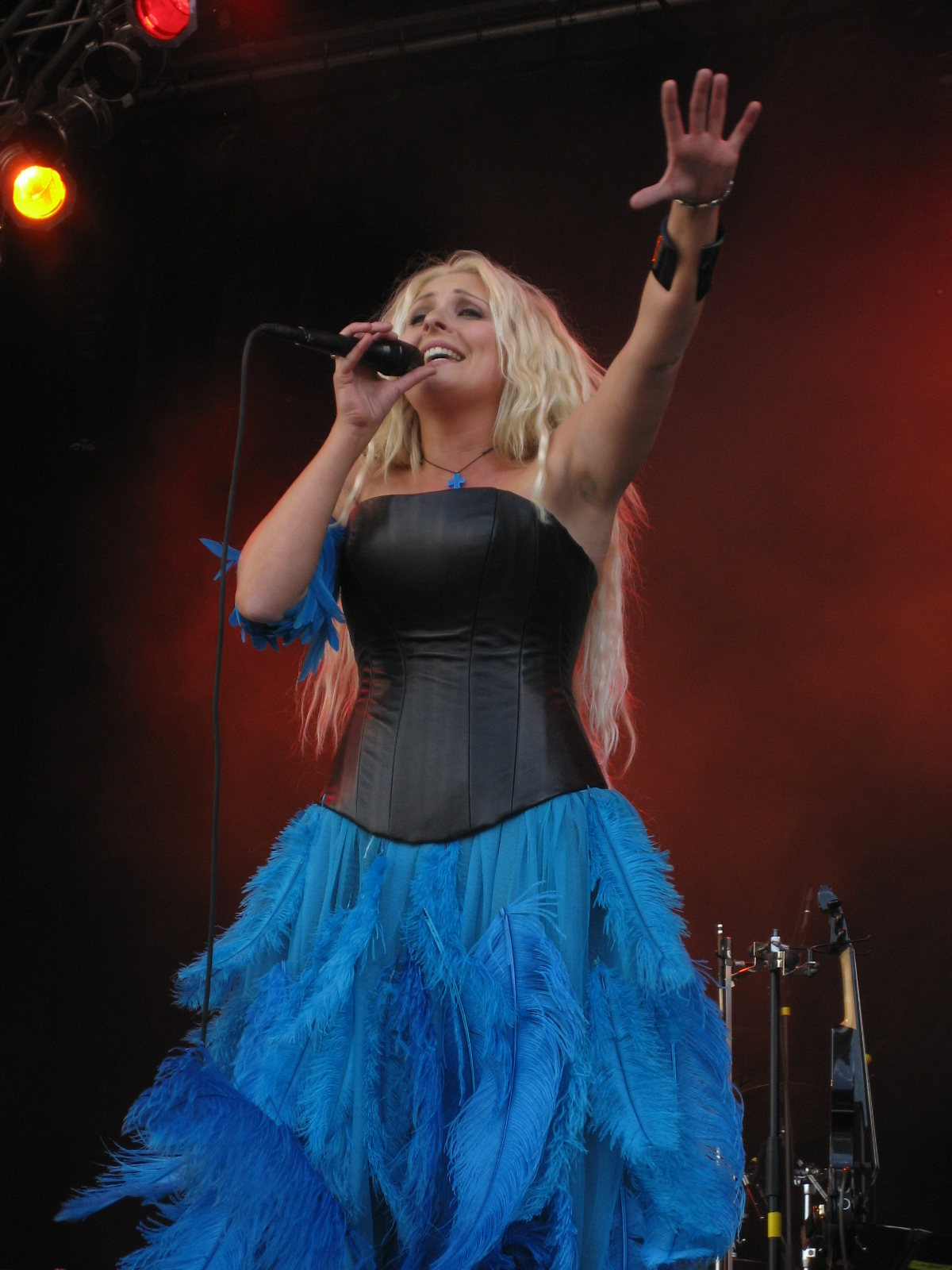
Eivør 2007-ben

A 2007-es G! Festivalt július 27-29. között rendezték meg. Az izlandi UMTBS a G! Festival és az Iceland Airwaves közötti együttműködés révén jutott el Feröerre, míg viszonzásképpen a Boys in a Band Izlandon játszhatott.
Színpadok és fellépők:
- Sandur (nagyszínpad): Gestir, Boys in a Band, Nephew (DK), 200, Petur Pólson, Teitur Lassen, Serena Maneesh (NO), Lena Anderssen, Natasha Bedingfield (UK), Polkaholix (DE), Kiezelmayer, Angela & Hannebal, Petur Háberg, Pétur Ben (IS), Metronomy (UK), Sic, Budam, Pravda (FR), Adjágas (NO), Eivør Pálsdóttir, The Dixie Hummingbirds (US), Guillemots (UK), Young Dubliners (US)
- Spælipláss (kisszínpad): Kári Sverrisson, Gunnar Guttessen, Deja Vu, UMTBS (IS), Flemming, Loney, Dear (SE), Hatesphere (DK), Høgni Lisberg, Dr. Spock (IS)
- Grund (elektronikus zene): DJ Knýtil, Playmo, Jensina Olsen, Guðrið Hansdóttir, DJ Bryn, JamesJames, The Ghost, Nettie (UK), Lucy Hill (UK)[7]

### G! Mini 2008
2008-ban pénzügyi problémák miatt csak egy visszafogottabb fesztivált rendeztek, amit a név is tükröz. Külföldi előadókat ezúttal alig hívtak, és a szokásos három helyett csak két színpadot állítottak fel, vagyis nem volt nagyszínpad sem. Ennek ellenére több, mint 20 hazai együttes lépett fel.
Színpadok és fellépők:
- Spælipláss (kisszínpad): Jákup á Lakjuni, Knút Eysturstein, Moby the Pink Pilot, Kvonn, Guðrið Hansdóttir, Petur Pólson, Bet You Are William, Lena Anderssen, maður:glotti, Sic, Tinganest, Martin í Grund, Ineptus, Pívari (IT), Boys in a Band, Dánjal á Neystabø, Stanley Samuelsen, Martin Joensen, Budam, Orca, Eivør Pálsdóttir
- Grund (elektronikus zene): Karius & Baktus (IS), Playmo, Mrs. Duplo, DJ Switch, DJ Knýtil, Spencer Jones, Árni Neon, JamesJames, B.A.B.Y, Vídgis Dansisýtning, Dennis Agerblad[8]

### G! Festival 2009
2009-ben július 23-25. között rendezték meg a fesztivált. A zenei kínálatot a külföldi fellépők mellett a kiemelkedő színvonalú hazai produkciók jellemezték. A látogatók száma 4000 fő volt.
Színpadok és fellépők:
- Sandur (nagyszínpad): Sic, 200, SPLEEN UNITED (DK), Lena Anderssen, ORKA, VETO (DK), Amanda Rheaume (CAN), Boys in a Band, Teitur, Frændur, Eldsýning (CZ), Høgni Lisberg
- Spælipláss (kisszínpad): Ran Domo, Bendar Spónir, Heiðrik, Kollslíð og Sverrission, The Ghost, Katzenjammer (NO), Bet You Are William, Marstin and the Revelators, Ladyfire, Petur Pólson, Dánjal á Neystabö, Annika Hoydal, The Haunted, Bloodgroup (IS-FO), Angela & Hannebal, Moby the Pink Pilot, Knút, Russ Taff (US), Nathan James (US), Valravn (DK-FO), Johnny Reimar & his Party Orchestra (DK), Tinganest
- Grund (elektronikus zene): Playmo, Billy the Kid, JamesJames, B.A.B.Y, Djór, Familjen (SE), Frau, DJ Knýtil, Maggi Lego (IS), Übernörd, As in Rebekka Maria (DK), Mr. Flash (FR)[10]

### G! Festival 2010
Jóllehet a rendezvény az előző években pénzügyi gondokkal küzdött, Jón Tyril 2009 novemberében bejelentette, hogy 2010-ben is megrendezik a fesztivált. A fesztivált július 15-17. között rendezték.
Színpadok és fellépők (július 17.):
- Spælipláss: Angela & Hannebal, Polkabjörn og Kleineheine (NO), Brunette Bros, Malick og Kára, Bárujarn (IS), Brandur Enni, Guðrið Hansdóttir, Annika Hoydal, Nephew (DK), The Ghost
- Fyri oman Brúgv: Lív Næs, Mikkel Thomas Trio (DK), Kiezelmayer, Jústines og Sakaris, Froðbiar Söknar Bluesorkestur, Synarchy, Afenginn (DK), Polkabjörn og Kleineheine (NO), Hallur Joensen
- Grund: Ally'cat, Herr Gott, Sakaris, Djuna Barnes (DK)

További fellépők: Arch Enemy (SE), Hamferð, KILL EM ALL (UK), Eivør, Copyflex (DK), FRAU, WeAreSkitzo (DK), Páll Finnur Páll, Bumpy (DK), Lyon, Bökkurin, Lucy Love (DK), Moto Boy (SE), Afrokid, Analog Norð, FM Belfast (IS), Týr, FRÓDI & The Pink Slips, Rólant, MonkeyRat (CA/FO), Brynjolfur